# Gordon Wagner
Gordon Wagner (Redondo Beach, 1915 - 1987) foi um artista norte-americano.
Wagner foi um dos pioneiros da arte de aglutinação.